# Kaszuny
Kaszuny este o arie protejată (sit de importanță comunitară — SCI) din Polonia întinsă pe o suprafață de 258,9 ha, integral pe uscat.

## Localizare
Centrul sitului Kaszuny este situat la coordonatele 54°06′50″N 20°22′57″E / 54.1139°N 20.3825°E.

## Înființare
Situl Kaszuny a fost declarat sit de importanță comunitară în octombrie 2009 pentru a proteja 4 specii de animale.

## Biodiversitate
Situată în ecoregiunea continentală, aria protejată conține 5 habitate naturale: Lacuri eutrofice naturale cu vegetație de tip Magnopotamion sau Hydrocharition, Turbării active, Mlaștini turboase de tranziție și turbării mișcătoare, Mlaștini împădurite, Păduri aluvionare cu Alnus glutinosa și Fraxinus excelsior (Alno-Padion, Alnion incanae, Salicion albae).
La baza desemnării sitului se află mai multe specii protejate:
- amfibieni (1): buhai de baltă cu burta roșie (Bombina bombina)
- mamifere (1): castor (Castor fiber)
- nevertebrate (2): libelule (Leucorrhinia pectoralis), fluturele purpuriu (Lycaena dispar)